# Гала от Рим
Гала (на латински: Galla, † ок. 550, Рим) е Светица на римокатолическата църква от 6 век от Древен Рим. Чества се на 5 октомври.

## Биография
Тя произлиза от една от най-богатите и прочути западноримски фамилии Аврелии – Симахи. Дъщеря е на Квинт Аврелий Мемий Симах Младши († 525/526 г.), римски политик, философ и историк. Има две сестри Рустициана и Проба.
Баща ѝ е християнин, един от най-учените по неговото време, прочут с богатството си и голямата си библиотека и мецен. През 525 или 526 г. той е обвинен в предателство и е екзекутиран.
Гала се омъжва, но остава вдовица. Тя основава болница на Ватиканския хълм близо до старата църква „Свети Петър“ и започва да се грижи за болни в Рим.
Папа Григорий I е написал биографията на Гала в произведението си „Диалози“.